# Peter Momma
Peter Momma, född 1711 i Harg vid Nyköping, död 17 mars 1772 i Stockholm, var en svensk boktryckare. Han var vid sidan om Lars Salvius Stockholms ende boktryckare med akademisk utbildning. Han var sonsons son till brukspatron Willem Momma.

## Yrkesliv
Han ägnade sig först åt tjänstemannabanan men reste 1733 till Holland och bestämde sig för att bli boktryckare. 1738 köpte han Kungliga Tryckeriet i Stockholm av Johan Henrik Werners änka Catharina Stjerncrona. Från samma år gav han ut Historisk- och Handelsalmanach, föregångaren till Statskalendern. 1739 anlade han ett stilgjuteri som förestods till 1750 av Matthias Holmerus. 1741 utkom den första skrift som tryckts med svenskgjutna typer. 
1742 anlade Peter Momma ett pappersbruk vid Harg som levererade papper till hans tryckeri. Peter Momma var även tidningsutgivare och började 1744 ge ut Stockholms Weckoblad.
Typografisk högtstående arbeten från Mommas tryckeri:
- Museum Adolphi Friderici
- Andra upplagan av Serenius engelska lexikon, 1756, tryckt på Mommas filialtryckeri i Harg.
- Logaritmtabeller, 1756
- Rysk grammatik, 1750, hälften av de ryska typerna var gjutna i Sverige.

1768 överlämnade han tryckeriet till sin son Vilhelm Momma, som då var ombudsman vid bankens pappersbruk. Vilhelm rymde dock 1771 och borgenärerna övertog hans egendom.
1769 ärvde Peter Momma det grefingska boktryckeriet som han hade till sin död. Peters dotter Elsa var gift med Henrik Fougt som 1771 blev kunglig boktryckare. Efter hans död 1782 övertog änkan tryckeriet och från 1811 efter henne deras son H. Fougt d.y. På så sätt drevs tryckeriet till 1835 då det inköptes det av P.A. Norstedt & Söner.
Peter Momma gifte sig 1735 med  Anna Margareta von Bragner, som även blev hans kollega och medarbetare.

## Frikyrkan
Momma var involverad i skapandet av Sveriges första frikyrka som förbjöds i oktober 1738. Filadelfiska Societén" även kallad "Mommas församling" höll till i Mommas hus på Vollmar Yxkullsgatan 27, Södermalm. Församlingens ledare var Sven Rosén. Riksdagsman Carl Michael von Strokirch var en av de mest pådrivande medlemmarna, som för övrigt inkluderade båda könen. En annan medlem vad Erik Molin som liksom Rosén landsförvisades efter upptäckten. Denna samling människor var mycket viktig för den tidiga religionsfriheten i Sverige som firade en stor vinst 1741 i sviterna efter församlingens uppbrott.